# مارتن دي كوردوبا فالاسكو
مارتان دي كوردوبا فاليسكو Martín de Córdoba y Velasco (؟ ، 1520 - ألكاوديتي ، 1604) ، كان ماركيز دي كورتيس عسكريًا وسياسيًا إسبانيًا ، وحاكم وهران ونائب حاكم نافارا .

## سيرة شخصية
ابن مارتين ألونسو فرنانديز دي كوردوبا الكونت الأول لألكوديتي وماريا ليونور باتشيكو. كان شقيقه الأكبر ألفونسو دي قرطبة إي فيلاسكو، الكونت الثاني لألكوديتي. درس في شبابه بجامعة شلمنقة وهو أمر معتاد بين أبناء النبلاء غير البكور.
ذهب مارتن إلى وهران في عام 1943 وقتما كان والده حاكمها وقائدًا للواء.تُرك مارتن مسؤولًا عن الحصن عندما بدأ والده الكونت في حملة للسيطرة على تريمسين في ذلك العام. قاد قوات والده في عدة معارك وتولى قيادة حكومة وهران ثلاث مرات: في عام 1547، بين 1550 و1554، وفي 1557 خلال إقامته في شمال إفريقيا. شارك مع والده في معركة مستغانم في عام 1558 التي انتهت بمقتل والده خلال القتال، وأُسره قوات حسن باشا ابن برباروسا. احتُجز في الجزائر العاصمة لمدة ثلاث سنوات حتى دفع شقيقه ألفونسو، الحاكم الجديد لوهران، فدية قدرها 23000 إسكودو لإطلاق سراحه. بعد الإفراج عنه، أعان شقيقه في إدارة وهران. وكان لهما دور بارز في الدفاع عن المرسى الكبير في عام 1563، حيث صمدا أمام الهجوم العثماني. هذا الانتصار أكسبه عمولة هورناتشوس من رتبة سانتياغو، وكان آنذاك في الثالثة عشرة من عمره. في عام 1564، تُرك مارتن على رأس جيش إفريقيا عندما تولى شقيقه منصب نائب الملك في نافارا.
عُينه الملك عضوًا في مجلس الدولة والحرب في عام 1565، وفي ذلك العام نفسه تزوج من جيرونيما دي نافارا وإنريكيز دي كارا، ماركيزة كورتيس، بعد أن أصبحت أرملة من زواجها الأول مع خوان دي بينافيديس مانريكي. منحه هذا الزواج لقب مارشال نافارا السابع وماركيز كورتيس، رغم عدم وجود أحفاد.
أعاده الملك فيليب الثاني إلى إفريقيا في عام 1575 لكي يحكم وهران والمرسى الكبير والقائد العام لمملكة تلمسان. هناك، واجه اشتباكات مع ملك تلمسان، الأمير سليمان، بسبب عدم دفعه ضرائب التبعية للملك الإسباني. بعد أسر الملك، وافق أخيرًا على دفع الجزية المتفق عليها.
عين نائبًا للملك في نافارا في عام 1589، كما فعل والده وشقيقه من قبل. هناك، عزز دفاعات بامبلونا،وهو أمر حيوي بالنظر إلى قربها من الحدود الفرنسية، حتى أصبحت تقريبًا حصنًا منيعًا.
في عام 1595، فكر الملك في تعيينه لحكومة فلاندرز في عام 1595، لكنه اعتذر بسبب تقدمه في السن. في النهاية، تم تعيينه في encomienda من Socuéllamos من رتبة سانتياغو، ومُنح رئاسة مجلس الرهبان في أبريل من نفس العام.، تقاعد في دير سانتا كلارا في ألكوديت في عام 1600، حيث توفي في عام 1604.